# Atrauliā
Atrauliā är en ort i Indien.   Den ligger i distriktet Āzamgarh och delstaten Uttar Pradesh, i den nordöstra delen av landet, 600 km öster om huvudstaden New Delhi. Atrauliā ligger 91 meter över havet och antalet invånare är 11 847.
Terrängen runt Atrauliā är mycket platt. Runt Atrauliā är det tätbefolkat, med 913 invånare per kvadratkilometer. Atrauliā är det största samhället i trakten. Trakten runt Atrauliā består till största delen av jordbruksmark.